# Стахура (Польща)
Стахура (пол. Stachura) — село в Польщі, у гміні Мнюв Келецького повіту Свентокшиського воєводства. 
У 1975-1998 роках село належало до Келецького воєводства.